# Bidt, brændt og stukket
Bidt, brændt og stukket er en programserie på DR Ultra, hvor Sebastian Klein lader sig bide, brænde og stikke af forskellige dyr, insekter og planter fra den danske natur.
Hvert afsnit omhandler et nyt dyr eller insekt. Første sæson blev sendt i 2016, anden sæson i 2018 og tredje sæson blev sendt i 2019, og alle tre sæsoner bestod af 10 afsnit hver. Fjerde sæson bestod kun af tre afsnit og omhandle alle om Klein, der blev inficeret med piskeorm.
I hele anden sæson medvirker læge Charlotte Bøving, der fortæller om de skader, som man kan få, samt Morten D.D. Hansen der fortæller om de enkelte dyr. Hansen også i afsnit 5 i tredje sæson.
I tredje sæson blev han udsat for saft fra bjørneklo to steder, hvor den ene blev vaske grundigt, mens den anden ikke blev, hvilket resulterede i en andengradsforbrænding og et stort ar.

## Afsnit

### Sæson 1
| Afsnit | Sendt        | Dyr          | Tid     |
| ------ | ------------ | ------------ | ------- |
| 1      | 11. oktober  | Rød skovmyre | 15 min. |
| 2      | 18. oktober  | Lægeigle     | 15 min. |
| 3      | 25. oktober  | Hugorm       | 15 min. |
| 4      | 29. oktober  | Hummer       | 15 min. |
| 5      | 8. november  | Gedehams     | 15 min. |
| 6      | 15. november | Brandmand    | 15 min. |
| 7      | 22. november | Vandrøver    | 14 min. |
| 8      | 26. november | Vandedderkop | 15 min. |
| 9      | 6. december  | Fjæsing      | 15 min. |
| 10     | 13. december | Vortebider   | 15 min. |

### Sæson 2
| Afsnit | Sendt     | Titel                     | Dyr                          | Tid     |
| ------ | --------- | ------------------------- | ---------------------------- | ------- |
| 1      | 16. april | Danmarks største edderkop | Dolomedes (stor rovedderkop) | 15. min |
| 2      | 24. april | Klamme fluer              | Rovfluer                     | 15. min |
| 3      | 1. maj    | Giftige tudser            | Skrubtudse                   | 15. min |
| 4      | 7. maj    | Lus i Sebastians hår      | Lus                          | 15. min |
| 5      | 14. maj   | Brændenælder og smerte    | Brændenælde                  | 15. min |
| 6      | 21. maj   | Rottegys                  | Rotte                        | 15. min |
| 7      | 28. maj   | En ægte snylter           | Seglhveps                    | 14. min |
| 8      | 4. juni   | Hund efter Sebastian      | Hund                         | 15. min |
| 9      | 11. juni  | Humlebi vs. honningbi     | Humlebi og honningbi         | 15. min |
| 10     | 18. juni  | Stikmyrer under tøjet     | Stikmyrer                    | 15. min |

### Sæson 3
| Afsnit | Sendt        | Titel                                              | Dyr/plante                                    | Tid     | Gæst          |
| ------ | ------------ | -------------------------------------------------- | --------------------------------------------- | ------- | ------------- |
| 1      | 17. maj      | Fortidsuhyre drikker af Sebastians blod            | Lampretter                                    | 15. min | N/A           |
| 2      | 20. maj      | Se verdens største slange bide i Sebastian         | Anakonda                                      | 15. min | N/A           |
| 3      | 22. maj      | Bliver stukket i hånden af stor skorpion           | Kejserskorpion                                | 15. min | N/A           |
| 4      | 20. maj      | Får de klammeste sår af forbudt plante             | Bjørneklo                                     | 15. min | N/A           |
| 5      | 27. maj      | Bubber bidt af giftig edderkop                     | Mariehøneedderkop                             | 15. min | Bubber        |
| 6      | 28. maj      | Stikker hånden ned til den ondeste fisk            | Havkat                                        | 15. min | N/A           |
| 7      | 29. maj      | Får stød af elektrisk fisk                         | Elektrisk ål                                  | 15. min | N/A           |
| 8      | 30. maj      | Klam undervandsorm                                 | Børsteorm                                     | 15. min | Mick Øgendahl |
| 9      | 3. juni 2019 | Vil verdens største fugleedderkop bide?            | Rødknæet fugleedderkop og goliatfugleedderkop | 15. min | N/A           |
| 10     | 7. juli      | Hvem kan klare flest myg - Jannik eller Sebastian? | Myg                                           | 15. min | Jannik Schow  |

### Sæson 4
| Afsnit | Sendt      | Titel                          | Dyr      | Tid     |
| ------ | ---------- | ------------------------------ | -------- | ------- |
| 1      | 16. april  | Inficeret af orm               | Piskeorm | 18. min |
| 2      | 23. august | Ormegård i maven               | Piskeorm | 13. min |
| 3      | 23. august | Orm på størrelse med spaghetti | Piskeorm | 16. min |